# Michael Walter
Michael Walter, född 19 augusti 1980, är en svensk motocrossförare som kör MX3. Han var med i Sveriges VM-deltävling 2007 som kördes på Svampabanan i Tomelilla. Walter representerar Västerås MK.